# Sidi Mezri
Sidi (en) Mezri, né à Mahdia et mort en 1141, est un saint tunisien d'origine sicilienne.

## Biographie
Il est enterré au cimetière marin de Monastir (Tunisie) qui porte son nom et où l'on peut voir sa koubba.
C'est le saint patron de la ville de Monastir.